# Nelson Guerrero
Nelson Guerrero Morales (Ibarra, 12 luglio 1962) è un ex calciatore ecuadoriano, di ruolo attaccante.